# Muzy
Muzy ist eine französische Gemeinde mit 780 Einwohnern (Stand: 1. Januar 2022) im Département Eure in der Region Normandie. Sie gehört zum Arrondissement Évreux und zum Kanton Saint-André-de-l’Eure.

## Geografie
Muzy liegt etwa 29 Kilometer südsüdöstlich von Évreux am Avre, der die Gemeinde im Süden begrenzt. Umgeben wird Muzy von den Nachbargemeinden Louye im Norden, Saint-Georges-Motel im Osten und Nordosten, Montreuil im Osten, Dreux im Süden und Südosten, Vert-en-Drouais im Südwesten sowie Mesnil-sur-l’Estrée im Westen und Nordwesten.

## Einwohner
| Jahr      | 1962 | 1968 | 1975 | 1982 | 1990 | 1999 | 2006 | 2013 | 2020 |
| --------- | ---- | ---- | ---- | ---- | ---- | ---- | ---- | ---- | ---- |
| Einwohner | 364  | 373  | 437  | 510  | 632  | 694  | 827  | 820  | 766  |

## Sehenswürdigkeiten
- Kirche Saint-Jean-Baptiste, ehemalige Prioratskirche aus dem 12. Jahrhundert, 1944 beschädigt durch Kriegseinwirkungen, seit 2005 als Monument historique eingeschrieben
- Klosterruine Sainte-Marie-d’Estrée aus dem 12. Jahrhundert, 1145 gegründet, 1790 aufgelöst

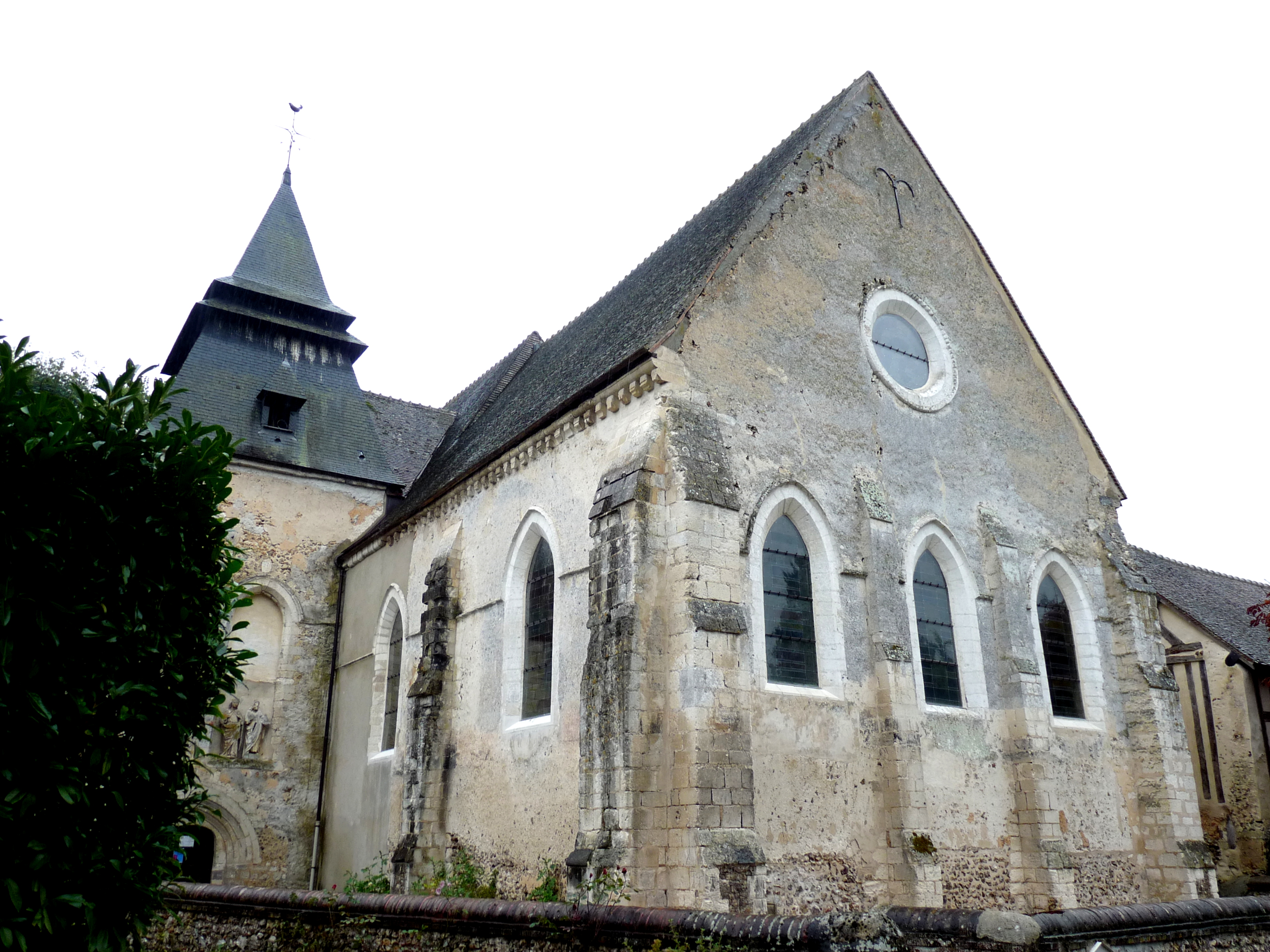
Kirche Saint-Jean-Baptiste